# デラロフ諸島
デラロフ諸島(Delarof Islands、アレウト語: Naahmiĝun tanangis) (ca. 北緯51度23分13秒 西経178度57分47秒 / 北緯51.38694度 西経178.96306度座標: 北緯51度23分13秒 西経178度57分47秒 / 北緯51.38694度 西経178.96306度)とは、アラスカ州アリューシャン列島アンドリアノフ諸島の最西端に位置する諸島である。

## 地理
東には、タナガ海峡を挟んでアンドリアノフ諸島の島々が、西には、アムチトカ島からセミソポシュノイ島 (ラット諸島の最東端)とはアムチトカ海峡で分かれている。
これらの島々はすべてアリューシャン列島のアラスカ海洋国立野生生物保護区の一部として管理されている。
総面積は165.349㎢で全島が無人島である。

### 島嶼
諸島は11の島によって構成されている。
- アマッティグナック島（英語版）
- ガレロイ島
- イラック島（英語版）
- カバルガ島（ドイツ語版）
- オグリウーガ島（イタリア語版）
- スカガル島（英語版）
- タッグス島（イタリア語版）
- タナダック島（イタリア語版）
- ユージダック島（イタリア語版）
- ウラック島（英語版）
- ウナルガ島 (デラロフ諸島)（イタリア語版）

## 歴史
ロシア帝国海軍 (Imperial Russian Navy) のFyodor Petrovich Litke により1836年に命名された。彼はchief manager of the Shelikhov-Golikov Company (露米会社の前身)で1787年から1791年までchief managerを務めたギリシャ生まれの支配人 Eustrate Ivanovich Delarof (Evstratii Ivanovich Delarov)に因んで名づけた。